# Semantoridae
Semantoridae (лат.) — семейство вымерших стволовых ластоногих. Их окаменелости, найденные во Франции, Казахстане и Канаде, относятся к позднему олигоцену — позднему миоцену. Судя по общей анатомии, Semantoridae не были специализированными морскими животными, поскольку их удлиненное тело, длинный хвост и крепкие конечности позволяют предположить, что они были пресноводными зверями, очень похожими на выдр. Поэтому, по крайней мере, некоторые таксоны, такие как Semantor и Potamotherium, изначально были классифицированы как куньи, тесно связанные с выдрами.

## Классификация
К семейству относят следующие вымершие роды:
- Semantor Orlov, 1931typus
- Necromites V. V. Bogachev, 1940
- Potamotherium Geoffroy, 1833
- Puijila Rybczynski et al., 2009